# 토양비옥도
토양비옥도(土壤肥沃度)는 토양의 성질에 유래하는 농지의 생산력이다. 토양의 성질에는 물리적 성질(작토의 두께, 치밀도, 투수성, 통기성 등), 화학적 성질(양분보유력, pH, 산화환원성), 생물학적 성질(유기물 분해성) 등이 있으며, 심경이나 유기물을 시용하면 토양비옥도가 증진한다.

## 같이 보기
- 농지
- 토양 오염
- 양이온 교환 용량